# Alexander van Fornenbergh
Alexander van Fornenbergh (fl. 1621–1663) was een Zuid-Nederlands edelman met artistieke aanleg. Hij werkte als tekenaar, schilder, acteur en dichter. In 1658 publiceerde hij een van de eerste schildersmonografieën, gewijd aan de overleden maar nog steeds populaire Quinten Massijs. Hij droeg het werk op aan de linnenhandelaar Peter Stevens, die Cornelis van der Geest was opgevolgd als voornaamste opdrachtgever en verzamelaar van Antwerpen. Fornenberghs kunstinzicht bleek heel wat verfijnder dan de eigen gedichten die hij aan het einde toevoegde.

## Publicatie
- Den Antwerpschen Protheus, ofte Cyclopshen Apelles; dat is; Het Leven, ende Konst-rijcke Daden, des Uyt-nemenden, ende Hoogh-beroemden, Mr. Quinten Matsys: Van Grof-Smidt, in Fyn-Schilder verandert, Antwerpen, Hendrick van Soest, 1658